# 워싱턴 이그재미너
워싱턴 이그재미너(Washington Examiner)는 워싱턴 D.C.에 본사를 둔 미국의 보수 언론 매체로 주로 웹사이트와 주간지로 구성되어 있다. 클래리티 미디어 그룹(Clarity Media Group)의 자회사인 미디어DC(MediaDC)를 통해 필립 앤슈츠가 소유하고 있다.
2005년부터 2013년까지 이그재미너는 D.C. 메트로 지역 전역에 배포되는 타블로이드 크기의 일간 신문을 발행했다. 신문은 지역 뉴스와 정치적 논평에 중점을 두었다. 지역 신문은 2013년 6월 14일에 발행을 중단했고 그 내용은 보수적인 관점에서 거의 전적으로 국가 정치에 초점을 맞추기 시작했으며 인쇄판을 일간 신문에서 확장된 인쇄 주간 잡지 형식으로 전환했다.